# I My Me! Strawberry Eggs
I My Me! Strawberry Eggs (あぃまぃみぃ!ストロベリー・エッグ, Ai Mai Mī! Sutoroberi Eggu), ocasionalmente abreviado para Strawberry Eggs, é um anime japonês produzido pela TNK em uma co-produção com a Pioneer LDC.
A série foi ao ar de 4 de julho de 2001 a 26 de setembro de 2001 pela WOWOW e em agosto de 2002 foi licenciada pela Geneon Universal Entertainment para Deluxe Entertainment Services Group Inc. para ser lançada em DVD. A dublagem americana foi produzida pela New Generation Pictures no estúdio The Post Office. Em 15 de maio de 2008 a Anima lançou um box de DVDs com legendas em francês.

## Enredo
Hibiki Amawa é um entusiástico jovem, cujo sonho profissional é se tornar um professor; tendo adquirido diploma universitário em educação física. Quando não consegue pagar a sua proprietária, Lulu Sanjo, o aluguel de seu apartamento, se inscreve para uma vaga na fictícia Escola Particular Seito Sannomiya, porém tem seu pedido negado devido a seu sexo. Ofendido mas obstinado, Hibiki promete provar seu valor e com a ajuda de Lulu, concorda com a ideia de se vestir como mulher para enganar o comitê administrativo escolar. Sua transformação extremamente convincente funciona e, após uma uma demonstração de suas habilidades como educador, ele é contratado.
Infelizmente para Hibiki, a vida escolar não é tão tranquila. Com conflitos entre estudantes ou por simples descuidos que acabam por quase expor sua verdadeira identidade sexual, Hibiki deve, não apenas lidar com seus alunos, mas também manter seu disfarce em segredo.

## Temas
O fato de Hibiki travestir-se é o tema principal; porém o tema é usado como pano de fundo para a reflexão sobre as diferenças entre homens e mulheres e suas relações. Diferentes episódios abordam: o modo correto de se vestir na companhia de homens e mulheres, as virtudes das escolas só para meninas, a idade aceitável para que ocorram os primeiros encontros, como deveriam ser esses encontros e ainda o modo diferente através do qual meninos e meninas se relacionam entre si.  O fato de o personagem principal se travestir é utilizado como uma ponte entre garotos e garotas, pois ele é o único a ter experiências em ambas subculturas.

## Personagens

### Personagens Principais
Hibiki Amawa (あまわ • ひびき, Amawa Hibiki)
Protagonista central da série, Hibiki Amawa é o típico jovem otimista que, com 23 anos de idade e após se forma tem o sonho de ser torna um kyoshi (professor).
Vovó (em japonês Ba-chan ,おばあちゃん)
A velha dona da hospedagem onde Hibiki se hospedar,Lulu é uma personagem misteriosa cheia de truques ao decorrer da história ver Hibiki como um bom rapaz e decide ajudá-lo a vira um professor e para que possa pagar o aluguel.
Kuzuha Fuuko(em japonês: 風子くず , Fuko Kuzuha)
Uma jovem e doce garota de 14 anos, sempre de bem com a vida órfão de mãe e o pai mora fora do Japão, não são motivos para deixa de sorrir fora feito uma promessa a sua mãe.
Kuzuha aparentemente acabar tendo um sentimento forte em relação a sua professora Hibiki, que a deixa confusa e se sentindo "esquisita" sendo ela é uma mulher além de se a sua professora isso seria certo?!